# Börje Lundins kräftkalas
Börje Lundins kräftkalas är en kassett av Eddie Meduza, utgiven 1988. Börje Lundin är ett av Eddie Meduzas alter egon.

## Låtlista
Sida A:
1. Börje inleder (sketch)
2. Just Havin’ Fun
3. Sven och Ljungbacka-Erik anländer (sketch)
4. Min epa-traktor
5. Skål och välkomna (sketch)
6. Börjes funderingar
7. Lisa kommer till festen (sketch)
8. Kräftkalas
9. Knulla Lisa (sketch)
10. Scuba Diver Rock
11. Lisa suger av Ljungbacka-Erik (sketch)

Sida B:
1. Rockabilly Boogie (original)
2. En dansk får stryk (sketch)
3. Anglosax (Instrumental)
4. Snuten får på truten (sketch)
5. Dancing Bear (Instrumental)
6. Spy i grytan (sketch)
7. Snus-schottis (Instrumental)
8. Fruntimmer e sämre än käära (sketch)
9. Stora djupa fittor
10. Fruntimmer ska en ha å knulla mä (version 5)

## Övrigt
- På samlings-CD:n Dragspelsrock heter "Snus-schottis" istället "Everts schottis".
- En nyinspelning av "Min epa-traktor" gjordes på plattan Värsting hits. Det var också den inspelningen som väckte starka reaktioner efter att den spelats i radioprogrammet Ring så spelar vi 2000.